# Îles Ladrones
Les Îles Ladrones forment un groupe d'îles du Panama, appartenant administrativement à la  province de Chiriquí.

## Description
Les îles se situent dans le golfe de Chiriquí à environ 50 km du corregimiento de  Boca Chica et au nord-ouest de l'île Coiba. L'île offre des lieux de plongée sous-marine et de pêche sportive .
Sur l'une des îles se trouve un phare.